# GURPS
GURPS, (Generic Universal RolePlaying System, in het Nederlands: generiek universeel rollenspelsysteem) is een rollenspelsysteem dat veel mogelijkheden bevat.
Dankzij het zeer algemene karakter kunnen prehistorische tijden alswel verre toekomst ermee gemodelleerd worden en alles ertussen. Het wordt geproduceerd door Steve Jackson Games en bestaat uit een aantal basisboeken, plus talloze uitbreidingen en werelden. De serie heeft veel prijzen gewonnen in haar bestaan.
Het spel maakt gebruik van standaard-dobbelstenen en heeft een redelijk complex maar gedetailleerd gevechtsysteem.